# Central Kino (Linz)

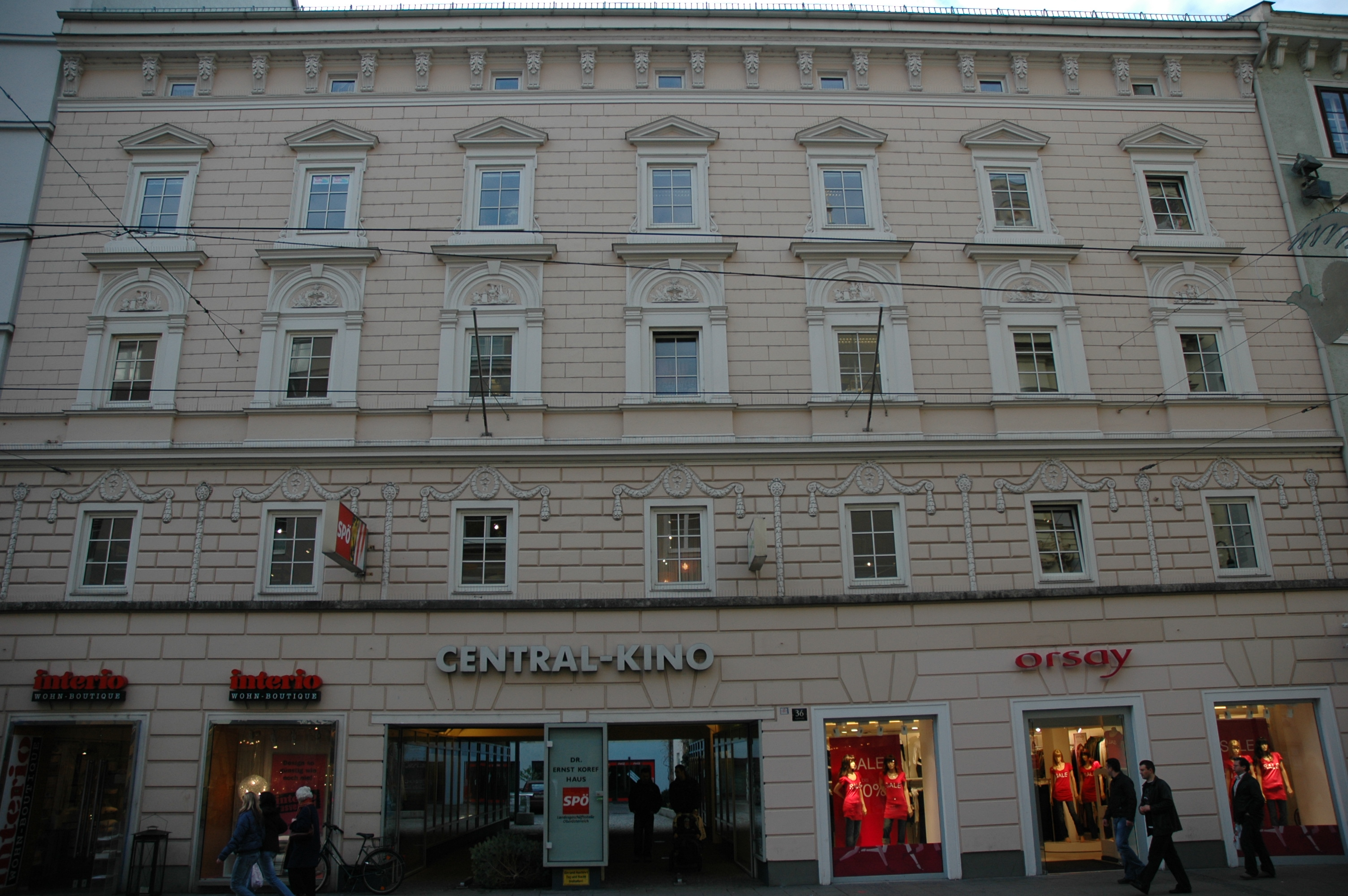
Fassade des ehemaligen Hotel Schiffs an der Landstraße. Der Eingang zum Kino befindet sich im Innenhof.

Das Central Kino war das am längsten bespielte Kino der oberösterreichischen Landeshauptstadt Linz. Es befand sich im ehemaligen Hotel Schiff, mitten im Zentrum der Stadt, an der Hauptgeschäftsstraße, der Landstraße. 1897 wurde ein im Hof liegender Vorführraum eingerichtet, gezeigt wurden erste Filmvorführungen „Lebende Fotographien in Lebensgröße“. Als ortsfestes Kino wurde es 1909 als zweites Linzer Kino gegründet und schloss Ende des Jahres 2006.

## Geschichte

### Vorgeschichte
Der Gründung als Kino gingen erste Filmvorführungen im Gartensalon des Hotels voraus. Im März 1897 präsentierte der Wanderkinobesitzer Johann Bläser dort die ersten mehrtägigen Filmprogrammvorstellungen der Stadt. Die einzige öffentliche Filmvorführung war bis dahin jene von Karl Roithner in Roithner's Varieté in der Waltherstraße am 1. September 1896. Johann Bläser wurde Anfang des 20. Jahrhunderts in Urfahr, damals noch Vorstadt, heute ein Stadtteil, ansässig. Nachdem es mit dem Saalbesitzer im Hotel Schiff wiederholt Probleme gab, da dieser den nur mündlich getätigten Mietvertrag brach und an besser zahlende, andere Bieter vermietete, entschloss sich Johann Bläser zum Kauf des Hotels mit all seinen Räumlichkeiten.

### Eröffnung des Kinos
Nach erfolgtem Kauf eröffnete Johann Bläser 1909 mit dem Bio-Kinematograph das zweite ortsfeste Kino der Stadt Linz. Nur wenige Monate nachdem Karl Lifka mit dem Lifka-Kino das erste ortsfeste Kino der Stadt gegründet hatte. Später nannte Johann Bläser sein Kino in Bläsers Zentral-Kinematograph um. Er bot täglich eine, an Wochenenden zwei Vorstellungen an, deren Dauer jeweils rund eine Stunde und 15 Minuten betrug. Gezeigt wurden allerdings keine bestimmten Filme, sondern eine wöchentlich wechselnde Auswahl von Kurzfilmen, so genannten One-Reelers, aus der ganzen Welt. Zur Attraktivierung der Vorstellungen wurden jedoch auch einfache, kurze Straßenaufnahmen aus Linz gezeigt. Sein Konkurrent Karl Lifka – an Stelle des einstigen Lifka’s Grand Théâtre électrique, später auch einfach Lifka-Kino, befindet sich heute das Szenelokal Cheeese – bot hingegen täglich zwei Vorstellungen an, an Wochenenden sogar vier.
1920 verkaufte Bläser Kino und Hotel an die Sozialdemokratische Partei in Oberösterreich. Diese eröffnete das Kino 1922 nach Umbau von Hubert Gessner als Zentraltheater-Kino neu.

### Schließung im 98. Betriebsjahr
Das Kino, welches im Jahr 2009 100 Jahre alt geworden wäre, wurde zuletzt vom Wirtschaftsverein Arbeiterheim (seit 1920) betrieben und verfügte über drei Säle mit 318, 120 und 88 Sitzplätzen. Es war das letzte aus der Frühzeit des Films verbliebene Kino in Linz, und zugleich das letzte verbliebene Kommerz-Kino der Innenstadt, nachdem alle anderen Kommerz-Kinos in der Innenstadt bis Ende des 20. Jahrhunderts mangels Auslastung und Konkurrenz am Stadtrand (Cineplexx-Kinocenter) und in der Vorstadt (Megaplexx in Pasching) schlossen. Die Linzer Innenstadt verfügt nun nur noch über zwei jüngere Programmkinos.
Das Central Kino gab am 30. November 2006 seine letzte Kinovorstellung. Die geringe Auslastung hat die Beendigung des Pachtvertrages durch den Kinobetreiber bewirkt. Obwohl es Interessenten zur Weiterführung des Kinos gab – ein Kinobetreiber aus der Steiermark sowie der Betreiber der beiden verbliebenen Innenstadt-Kinos City und Moviemento – wurde das Kino von seinem Besitzer, der Privatstiftung L36, die das ehemalige Vermögen der SPOÖ verwaltet, geschlossen. 2009 befand sich im Rahmen der Aktivitäten zur Kulturhauptstadt Linz das Projekt „Ruhepol“ des Künstlers Peter Androsch im ehemaligen größten Kinoraum.
2010 regte der neue Landesparteivorsitzende der SPÖ Oberösterreich an, auf eine kommerzielle Nutzung, die an diesem Standort wesentlich lukrativer wäre zu verzichten und das ehemalige Kino wieder als Kulturveranstaltungsraum zu nutzen und ein Café einzurichten. Nach umfangreichen Umbau- und Sicherungsarbeiten am Objekt ist das Central sowie auch das Café seit 2013/14 wieder in Betrieb.